# Пудисоо
Пу́дисоо (эст. Pudisoo), на местном наречии Пу́дису (эст. Pudisu) — деревня на севере Эстонии в волости Куусалу, уезд Харьюмаа.

## География и описание
Деревня расположена на берегу залива Колга, на территории национального парка Лахемаа, недалеко от устья реки Пудисоо. Расстояние до Таллина — 37 километров (по шоссе 50 км), до уездного центра — посёлка Куусалу — 10 км. Высота над уровнем моря — 25 метров.
Пудисоо в основном расположена между береговыми валами, чередующимися с болотистыми угодьями. Валы имеют высоту до 5 метров, длину до 1 километра.
Климат умеренный. Официальный язык — эстонский. Почтовый индекс — 74626.

## Население
По данным переписи населения 2021 года, в деревне проживали 45 человек, все — эстонцы.
По данным переписи населения 2011 года, в деревне насчитывалось 45 жителей, из них 44 человека (97,8 %) — эстонцы.
Численность населения деревни Пудисоо по данным переписей населения:
| Год  | 1959 | 1970 | 2000 | 2011 | 2021 |
| ---- | ---- | ---- | ---- | ---- | ---- |
| Чел. | 24   | ↗ 26 | ↘ 21 | ↗ 45 | → 45 |

## История
В письменных источниках примерно 1690 года упоминается Puddisu wehasu, 1699 и 1798 годов — Puddisu.
После Северной войны первое упоминание о поселении появляется в переписи 1744 года. Здесь тогда проживало 5 семей. В 1750 году поселение называется Puddisu, и в нём проживает 4 семьи; в 1757 году название записано как Puddiso, и семей также 4. В подушной переписи 1782 года поселение как деревня не представлено и упоминается только в числе разрозненных хуторов. В  землеустройстве 1880 года указано, что в Пудисоо насчитывается 5 хозяйств. На топографической карте конца XIX столетия в Пудисоо записано уже 19 хозяйств.
На военно-топографических картах Российской империи (1846–1863 годы), в состав которой входила Эстляндская губерния, деревня обозначена как Пудисо.
В 1977–1997 годах Пудисоо была частью деревни Уури.

## Инфраструктура
Для коллективного решения вопросов развития деревни и улучшения качества жизни в 2007 году было создано недоходное общество «Пудисоо Коду» (MTÜ Pudisoo Kodu). Первой выполненной задачей стало объединение с регионами «Соседского дозора» (Naabrivalve). Затем была построена сеть Интернета, приведено в порядок внешнее покрытие деревенской дороги, проведены работы по уходу за насосом для получения чистой питьевой воды. В большинстве хозяйств деревни для очищения сточных вод имеются современные очистные системы; некоторые семьи используют геотермальное отопление. Все хозяйства сортируют отходы.
На территории деревни, среди древних лесов, в доме со столетней историей работает Дом отдыха «Анненхоф».

## Галерея

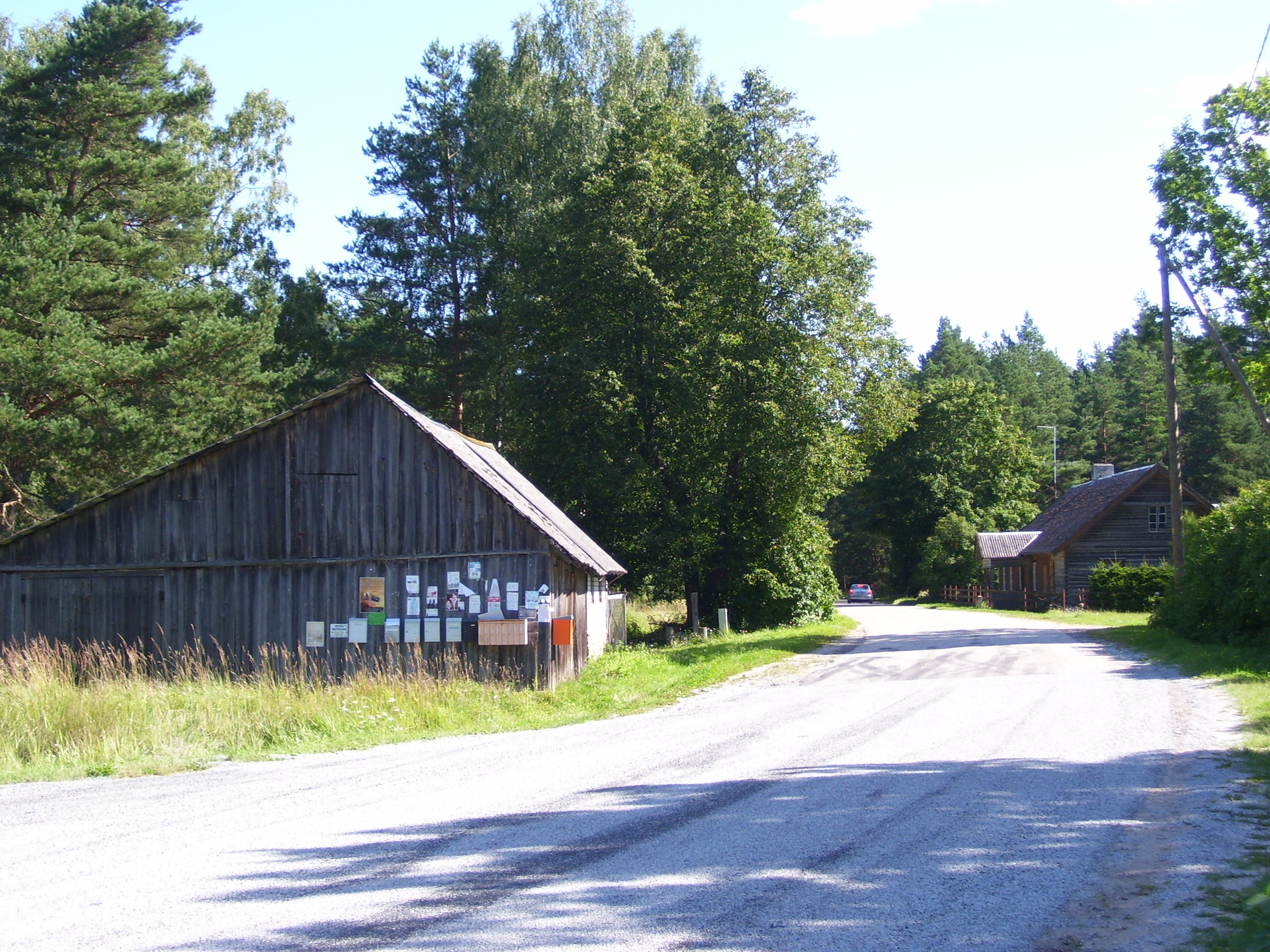
Центр деревни
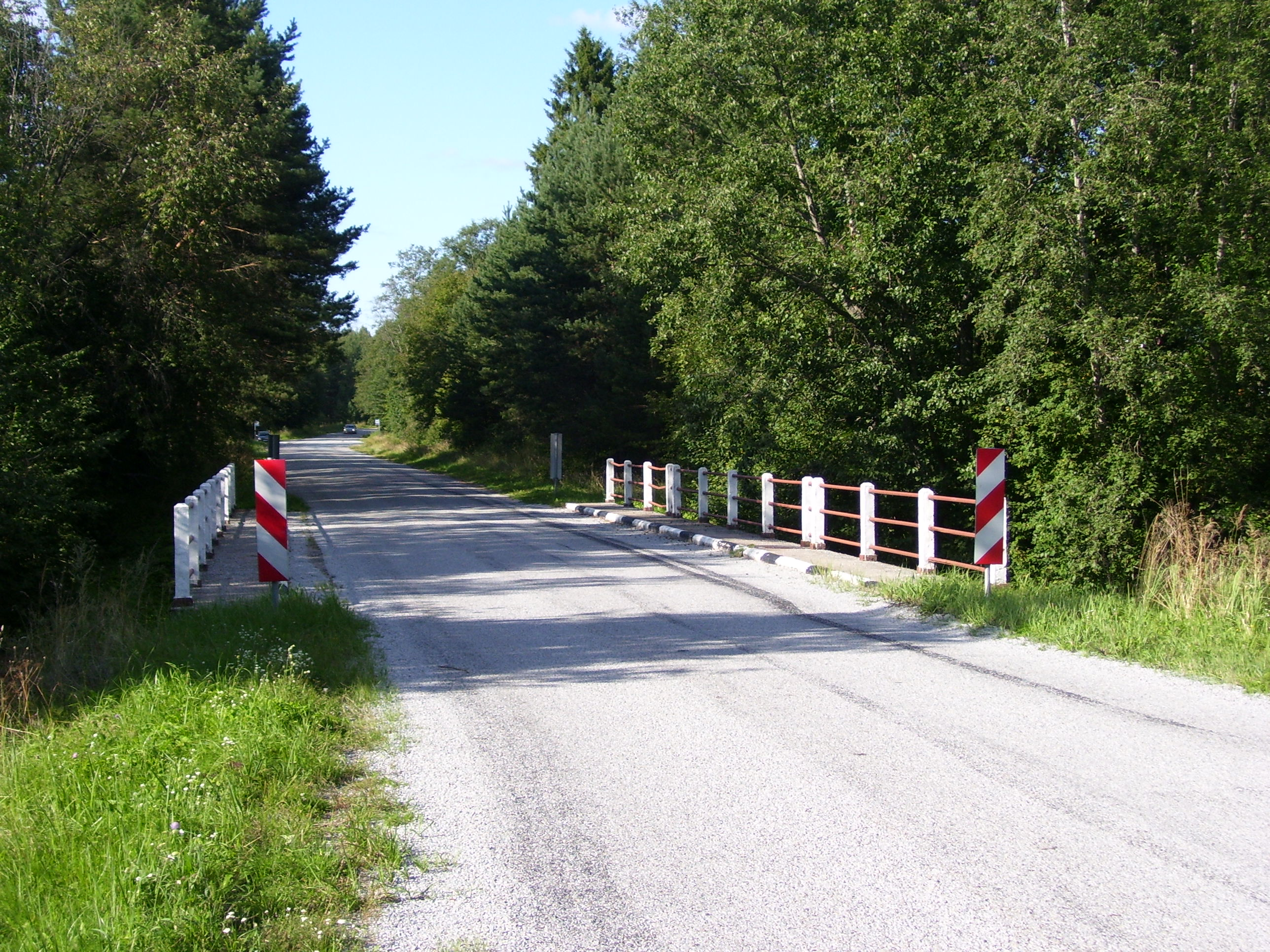
Мост в Пудисоо
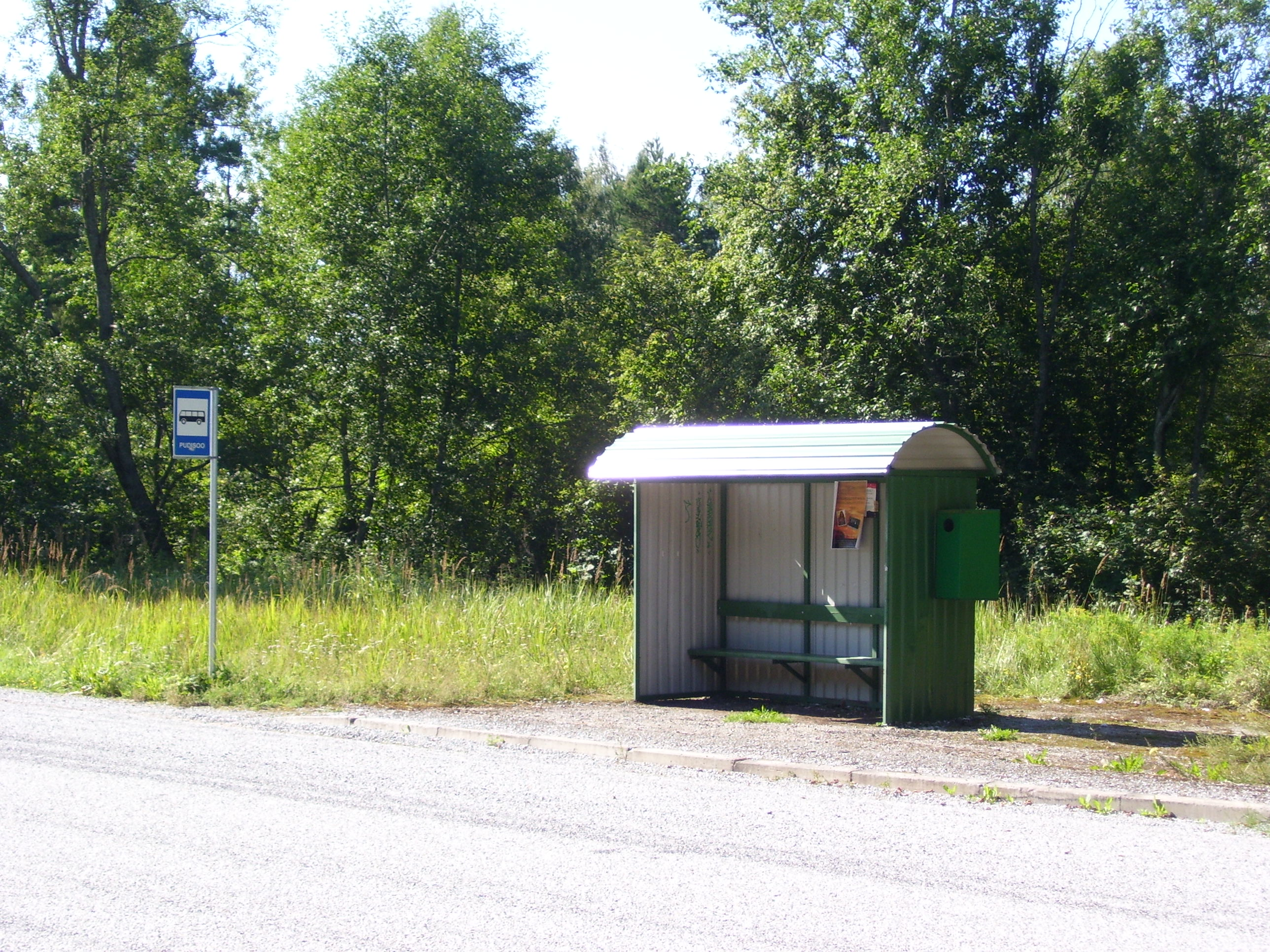
Автобусная остановка Пудисоо